# Camaleones
Camaleones (no Brasil: Camaleões) é uma telenovela mexicana produzida por Rosy Ocampo para a Televisa e exibida pelo Las Estrellas  entre 27 de julho de 2009 e 29 de janeiro de 2010, substituindo Verano de amor e sendo substituída por Zacatillo, un lugar en tu corazón, em 135 capítulos.
Escrita por Gustavo Barrios e Diana Segovia, foi produzida executivamente por Rosy Ocampo com a colaboração de Eduardo Said e José Ángel García.
Belinda e Alfonso Herrera interpretaram os protagonistas Valentina e Sebastián, respectivamente, numa trama que narra os acontecimentos de uma escola e roubos misteriosos mandados por um líder secreto. A trama ainda tem Guillermo García Cantú, Manuel Ibáñez, Luis Manuel Ávila, José Luis Reséndez, Grettell Valdez e Karla Álvarez como antagonistas, co-protagonizada por Sherlyn e Pee Wee, atuações estelares de  Ana Bertha Espín,  José Elías Moreno e Edith González e as participações especiais de Roberto Blandón, Mariana Ávila e Roberto Ballesteros.
A cantora e protagonista da trama, Belinda, executou o tema de abertura, "Sal de Mi Piel", presente no seu terceiro álbum de estúdio Carpe Diem lançado pela banda homônima formada paralelamente à transmissão da telenovela. O título Camaleones é uma referência aos disfarces das personagens ao cometer crimes e desfalques. Voltada para o público juvenil, foi recebida negativamente pela mídia mexicana e brasileira. Apesar disso, a obra de Barrios e Segovia foi indicada em diversas categorias do prêmio TVyNovelas, Juventud, People en Español e Kid's Choice Mexico.

## Antecedentes
A produtora Televisa, inicialmente, sempre se dedicou aos roteiros adultos, porém a partir da década de 1980, Chispita e Carrusel ofereceram bons resultados. Desde então, os folhetins infanto-juvenis começaram a ter ênfase: Alcanzar una estrella (1990), Carrusel de las Américas (1992) e Luz Clarita (1996) foram exportadas e exibidas em outros países, gerando lucros à cadeia.
Com o êxito, os textos de Abel Santacruz, Cris Morena, entre outros escritores de histórias infantis, foram adaptados em diversas obras, tais como Azul (1996), Gotita de amor (1998), Amigos x siempre (2000) e ¡Vivan los niños! (2001). Em 2004, para promover o grupo musical RBD foi apresentado Rebelde, baseado na argentina Rebelde Way, feita com o mesmo objetivo. Seis anos depois, Rosy Ocampo decidiu produzir uma telenovela voltado ao mesmo público de Rebelde, com uma escola integral de estudantes adolescentes que decidem formar uma banda, daí surgiu Camaleones.

## Produção

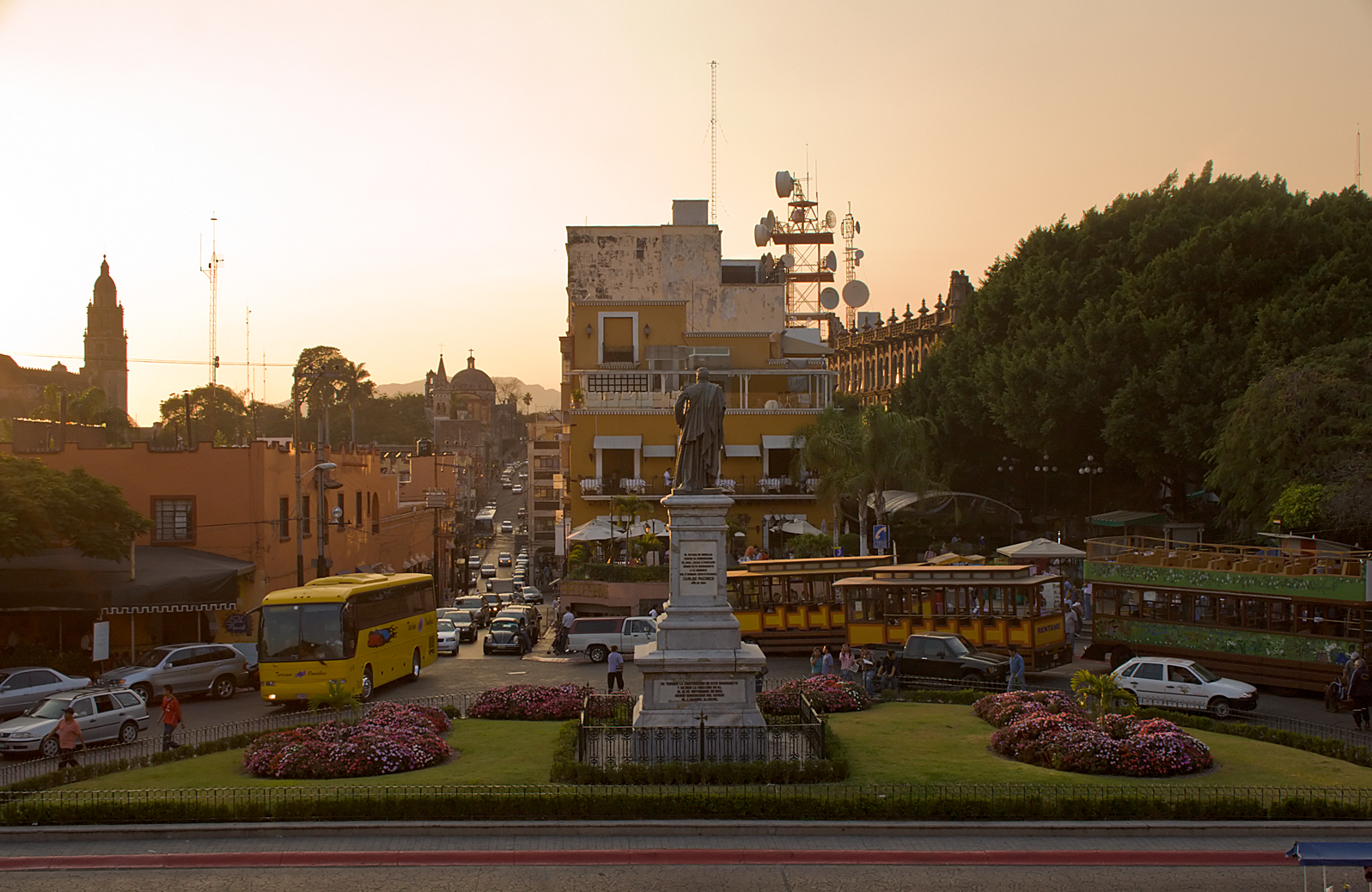
Camaleones foi gravada em Morelos (imagem), no distrito federal mexicano e no estúdio 9 das produções Televisa San Ángel.

O roteiro da trama começou a ser escrito em dezembro de 2008, assim como as negociações com os atores contratados pela rede. As filmagens, portanto, foram marcadas em maio de 2009 sendo gravadas no município de Morelos, no distrito federal mexicano e na cidade cenográfica do fórum 9 do núcleo de produções Televisa San Ángel.
A escolha do elenco de Camaleones foi feita pela própria direção de teledramaturgia da Televisa, sob a supervisão e análise da produtora executiva Rosy Ocampo, a qual foi encarregada de observar trabalhos anteriores de atores contratados pela rede. Os primeiros nomes foram divulgados no programa de entrevistas Todo para la Mujer: Belinda e Alfonso Herrera foram colocados como protagonistas devido a atuação de Cómplices al rescate e Rebelde, respectivamente, além da experiência com a música. Pee Wee e Sherlyn González foram anunciados como intérpretes do par romântico juvenil. Karla Álvarez, Luis Manuel Ávila, Manuel Ibáñez foram logo escolhidos para serem os demais antagonistas e Edith González ao papel estelar. Estes citados, seriam os primeiros escolhidos para o núcleo adulto.
O colégio São Bartomoleu é o cenário de maior parte da trama o qual abriga os alunos e professores. Para a caracterização dos mesmos, foram desenvolvidos um uniforme padrão pautado no uso de tons azuis e brancos, uma gravata vermelha e tênis preto e outro uniforme para atividades de educação física em que utiliza-se uma camiseta branca e calça ou saia azul.

## Enredo
Valentina e Sebastião são dois jovens controlados por um mandante que os obriga a furtar joias preciosas através de disfarces. O homem misterioso que submete-os a tais crimes é conhecido como "El Amo" e para convencê-los utiliza como recurso ameaças de morte. Após vários dias, eles são procurados pela polícia e, apesar de se odiarem, planejam se fingir de irmãos e refugiam para o colégio São Bartolomeu, pertencente a Augusto Ponce de León e Francisca Campos. Na instituição, Valentina se torna coordenadora de alunos e Sebastião, professor de arte. Ulises Morán é um aluno bolsista e humilde que é discriminado por ser pobre, Solange, filha do diretor, é a única que se aproxima do rapaz, o qual deseja se tornar um grande esportista, em homenagem ao irmão desaparecido, Roberto. Valentina e Sebastião se tornam íntimos dos alunos, mas continuam sendo forçados a roubar e descobrem segredos sobre a corrupção de Augusto.
Leônidas é um homem sábio que consegue a amizade de todos devido sua ingenuidade. Ele observa o diretor do colégio e percebe que Augusto é injusto e egoísta, logo, começa a perseguí-lo. O majoritário assassina Enrique, um rapaz que desvendou verdades sobre sua corrupção. Valentina e Sebastião, cansados de serem ameaçados, flagram Amo e decidem seguí-lo para saber sua verdadeira identidade: Leônidas, o qual admite ter se escondido para atrapalhar os planos de Augusto. Valentina, então, coloca um microfone no casaco do homem para que todos descubram suas mentiras e, consequentemente, Augusto é preso. Ulises e Solange decidem formar um futuro juntos, enquanto Valentina e Sebastião se beijam após descobrirem que ela está grávida dele.

## Elenco

Logotipo da telenovela.

Belinda interpreta Valentina Izaguirre, uma moça órfã, que se apaixona por Sebastião Jaguaribe (Alfonso Herrera) após se refugiarem para o Colégio São Bartolomeu, criado por Augusto Ponce de León (Guillermo García Cantú) e Francisca Campos de Ponce de León (Edith González). Leônidas "O Amo" (Manuel Ibáñez) é o mandante dos crimes e roubos cometidos por Valentina e Sebastião. Na instituição, estudam Ulisses (Pee Wee), Solange (Sherlyn González), Patricio (Ferdinando Valencia), Frederico (Alberich), Ronaldo (Paul Stanley), Bruno (Juan Carlos Flores), Rosa (Lucía Zerecero), Lorena (Mariluz Bermúdez), Bettina (Michelle Renaud), Lúcio (Erick Díaz), Cristina (Taide) e Mercedes (Carla Cardona), enquanto Eusébio Portinho (Luis Manuel Ávila), Ágata Mendes (Karla Álvarez), Carmen Castilho (Mariana Ávila), Madalena Orozco (Marisol Santacruz), Conrado Tápia (Erik Guecha) e Geraldo (Ricardo de Pascual) são responsáveis pela educação dos alunos.
Pedro Ricalde (José Luis Reséndez) foge da cadeia para tentar reconquistar Valentina, porém seus planos são mal-sucedidos, principalmente após a chegada do pai de Sebastião, Armando Jaguaribe (José Elías Moreno). Guadalupe "Lupe" Morán (Ana Bertha Espín) é mãe do aluno bolsista Ulisses e sofre pelo desaparecimento de seu filho Roberto (Roberto Marín). Ainda, Ricardo Calderón (Roberto Ballesteros), Florência (Lucero Lander), Norma (Renée Varsi), Graziela (Queta Lavat), Damião (Rafael del Villar), José Inácio (Eduardo Cáceres), Evangelina (Anaís), Vitório (Eduardo Liñán), Efraim (Ricardo Vera), Marcela (Rosángela Balbó) e Rebeca (Erika Swain) são os pais ou responsáveis pelos estudantes.

### Dublagem
A dublagem brasileira de Camaleones foi realizada pelo estúdio carioca Wan Mächer, sob a direção de Hélio Ribeiro. Carol Crespo Simões e Marcos Souza foram os responsáveis pelos protagonistas Valentina e Sebastião, Priscila Amorim, Eduardo Borgerth e Luiz Carlos Persy, respectivamente, deram voz a Francisca, Augusto e Leônidas "O Amo". Ainda, recaíram a Charles Emmanuel, Teline Carvalho, Mariangela Cantú, Márcio Simões, Maurício Berger, Izabella Bicalho, Marcelo Garcia e Thiago Fagundes os personagens Ulisses, Solange, Lupe, Armando, Ricardo, Ágata, Eusébio e Pedro Ricalde.

## Exibição
Em seu país de origem, o primeiro capítulo de Camaleones foi exibido no dia 27 de julho de 2009 pelo canal Las Estrellas, na faixa das 18h, depois que Mi pecado foi remanejada para as 19h. Sob o subtítulo El amor todo lo cambia (literalmente, o amor muda tudo), foi exibida de segunda a sexta e seu último capítulo foi ao ar em 29 de janeiro de 2010, totalizando 135 episódios e sendo substituída por Zacatillo, un lugar en tu corazón.
Em seu país de origem, todos os episódios eram intitulados. O primeiro recebeu o título de Asalto a la joyería (Assalto à joalheria) e o último, Fiesta en el San Bartolomé (Festa em São Bartolomeu). Isso decorreu que muitos críticos considerassem o folhetim como uma telessérie de suspense.

### Exibição internacional
Foi exibida no Brasil pelo SBT entre 25 de outubro de 2010 a 25 de março de 2011 na faixa das 16h30min, em 108 capítulos, substituindo As Tontas Não Vão ao Céu e sendo substituída por Uma Rosa com Amor. Algumas cenas tiveram que ser censuradas de acordo com a avaliação do Ministério da Justiça a partir do Departamento de Justiça, Classificação, Títulos e Qualificação, que se manifestaram contra as drogas ilícitas e a violência explícita ao horário.
Foi exibida pelo canal pago TLN Network entre 24 de novembro de 2014 a 29 de maio de 2015 substituindo Mundo de feras e sendo substituída por Mar de amor. 
O serviço de streaming gratuito +SBT, pertencente ao SBT, chegou a anunciar a aquisição da novela para estrear no catálogo em breve. Posteriormente, foi exibida no canal fast do serviço +Novelas de 3 de fevereiro a 8 de agosto de 2025, substituindo Rebelde e sendo substituída por Chiquititas.
Foi disponibilizada pelo serviço de streaming +SBT, dublada em português, no dia 06 de abril de 2025, com capítulos sendo adicionados mensalmente.
O canal 9 da Argentina, a rede Venevisión da Venezuela, a emissora Univision dos Estados Unidos, entre outras cadeias americanas, transmitiram a obra de Barrios e Segovia. Na Europa, LaSiete, Acasă, Doma TV, TV Doma e bTV Lady da Espanha, Romênia, Croácia, Eslováquia e Bulgária, respectivamente, foram as únicas que a transmitiu na região.

### Vinheta de abertura
Além de protagonizar a obra, Belinda interpretou a canção-tema de abertura "Sal de mi piel", a qual foi incluída na trilha sonora lançada paralelamente à exibição. A entrada da telenovela, dessa forma, descreve as ações criminosas das personagens Valentina e Sebastião, sob o controle de um ser perverso que se esconde atrás de um disfarce. Ainda, é retratado os conflitos dos alunos e coordenadores da instituição São Bartolomeu.

## Música
Paralelamente à ficção, se criou uma banda, esta chamada de Camaleones com oito personagens da história: Sherlyn González (Solange), Taide (Cristina), Carla Cardona (Mercedes), Mariluz Bermúdez (Lorena), Ferdinando Valencia (Patrício), Alberich Bormann (Federico), Erik Díaz (Lucio) e Juan Carlos Flores (Bruno). Eles interpretaram os principais temas da telenovela junto com "Sal de mi piel", de Belinda.
Todos estes foram lançados em um álbum de estúdio homônimo pela extinta gravadora britânica EMI Music.

## Lançamento e repercussão

### Audiência
Alvo de grande divulgação antes da estreia, a telenovela consolidou, em seu primeiro capítulo e seu país de origem, 24 pontos e um share de 44%, assim atingindo a liderança sobre as demais emissoras, de acordo com o Instituto Brasileiro de Opinião Pública e Estatística (IBOPE), responsável pela medição de audiência no México. Os episódios seguintes registraram uma queda e durante o primeiro mês de transmissão, conseguiu uma média de 21 pontos, índice abaixo da meta imposta pela produção, apesar de manter a primeira colocação. Ao término da trama, a produtora Rosy Ocampo comentou que "o folhetim não teve a audiência esperada, entretanto a rede se surpreendeu com o número de visitas no sítio oficial da mesma". O periódico uruguaio Todo TV News listou as seis telenovelas mais vistas no México em 2009: "Camaleones, Un gancho al corazón, Alma de hierro, Los exitosos Pérez, En nombre del amor e Mi pecado".
Em sua transmissão brasileira, a estreia consolidou 5 pontos, a mesma pontuação do último capítulo de sua antecessora, As Tontas Não Vão ao Céu, garantindo a vice-liderança. O folhetim conseguiu uma média de 5 pontos, índice satisfatório para o horário e a época a qual foi exibida, porém gerou desvantagens para a emissora, tal como problemas com o Ministério da Justiça e uma queda na faixa vespertina.

### Avaliação em retrospecto
"Direto de Rebelde, Lola, érase una vez e Atrévete a soñar, a rede Televisa lança estrelas em Camaleones, a nova telenovela musical que pretende conquistar o público juvenil. Com a artista pop Belinda, o ex-RBD, Alfonso Herrera e o cantor solo Pee Wee, entrará no ar em 27 de julho [de 2009]".

—Billboard, revista estadunidense.
O crítico Álvaro Cueva, do periódico Milenio, avaliou Camaleones após o primeiro episódio: "tinha alimentado muitas expectativas por causa da produção, mas a telenovela é tão ruim que não se encaixa nem na categoria de 'televisão amadora' [...] as características de Belinda e Alfonso Herrera não mostram uma relação amorosa entre eles, a mesma coisa acontece com Pee Wee, o estilo emotivo de sua personagem remete à ideia de um homossexual estereotipado e, consequentemente, não conseguimos observar um homem atraente para a personagem de Sherlyn." Na coluna Impresiones do portal NovelaLounge, seus jornalistas escreveram sobre a história: "seria bom um pouco mais de suspense e realidade [...] ficaram muitas incógnitas".

### Prêmios e indicações
Apesar de não conquistar nenhum prêmio, a telenovela foi indicada a oito categorias: TVyNovelas candidatou Pee Wee para revelação masculina, enquanto People en Español colocou os protagonistas em três categorias: melhor ator juvenil, melhor atriz juvenil e melhor par romântico. Eles ainda foram indicados pelo Premios Juventud nas categorias Chica que me quita el sueño e ¡Está buenísimo!. Por fim, Kid's Choice Mexico nomeou Alfonso Herrera e Pee Wee em personagem masculino favorito em uma série, Belinda em personagem feminino favorito em uma série e Manuel Ibáñez, em vilão favorito.
| Ano  | Premiação                  | Categoria                                  | Trabalho                  | Resultado | Ref.   |
| ---- | -------------------------- | ------------------------------------------ | ------------------------- | --------- | ------ |
| 2010 | Prêmio TVyNovelas          | Melhor Ator Revelação                      | Pee Wee                   | Indicado  | [ 70 ] |
| 2010 | Kids' Choice Awards Mexico | Personagem Masculino Favorito em uma Série | Alfonso Herrera           | Indicado  | [ 74 ] |
| 2010 | Kids' Choice Awards Mexico | Personagem Masculino Favorito em uma Série | Pee Wee                   | Indicado  | [ 74 ] |
| 2010 | Kids' Choice Awards Mexico | Personagem Feminino Favorito em uma Série  | Belinda                   | Indicado  | [ 74 ] |
| 2010 | Kids' Choice Awards Mexico | Vilão Favorito                             | Manuel Ibáñez             | Indicado  | [ 74 ] |
| 2010 | Premios People en Español  | Melhor Ator / Atriz Jovem                  | Belinda                   | Indicado  | [ 71 ] |
| 2010 | Premios People en Español  | Melhor Ator / Atriz Jovem                  | Alfonso Herrera           | Indicado  | [ 71 ] |
| 2010 | Premios People en Español  | Melhor Casal                               | Belinda e Alfonso Herrera | Indicado  | [ 72 ] |
| 2011 | Premios Juventud           | Melhor Atriz                               | Belinda                   | Indicado  | [ 73 ] |
| 2011 | Premios Juventud           | Melhor Ator                                | Alfonso Herrera           | Indicado  | [ 73 ] |